# Liste der Listed Buildings in Kilsyth
In dieser Liste sind sämtliche Baudenkmäler in der schottischen Stadt Kilsyth in North Lanarkshire zusammengefasst. Die Bauwerke sind anhand der Kriterien von Historic Scotland in die Kategorien A (nationale oder internationale Bedeutung), B (regionale oder mehr als lokale Bedeutung) und C (lokale Bedeutung) eingeordnet. Derzeit gibt es in Kilsyth ein Denkmal der Kategorie A, zwölf Denkmäler aus der Kategorie B und drei aus der Kategorie C.

## Denkmäler
| Name                       | Typ                        | Lage                           | Kategorie | Eintrag | Bild                                               |
| -------------------------- | -------------------------- | ------------------------------ | --------- | ------- | -------------------------------------------------- |
| Carron Bridge              | Brücke                     | 56° 1′ 40,4″ N, 4° 1′ 18″ W    | B         | 11749   | Carron Bridge                                      |
| Bentend Steading           | Stallung                   | 56° 1′ 41,6″ N, 4° 1′ 42,9″ W  | B         | 12990   |                                                    |
| Glenhead Cottage           | Bauernhof                  | 55° 59′ 50,4″ N, 4° 0′ 33,6″ W | C         | 13350   |                                                    |
| Kilsyth Parish Church      | Kirche                     | 55° 58′ 33,2″ N, 4° 3′ 32,7″ W | B         | 36222   | Kilsyth Parish Church                              |
| Alter Friedhof von Kilsyth | Friedhof                   | 55° 58′ 15″ N, 4° 3′ 25″ W     | B         | 36223   | Alter Friedhof von Kilsyth                         |
| Market Chambers            | Verwaltungsgebäude         | 55° 58′ 34,8″ N, 4° 3′ 19,9″ W | B         | 36224   | Market Chambers                                    |
| Brunnen am Marktplatz      | Brunnen                    | 55° 58′ 34,3″ N, 4° 3′ 18,3″ W | C         | 36225   | Brunnen am Marktplatz                              |
| 48–50 Market Street        | Wohngebäude                | 55° 58′ 34,7″ N, 4° 3′ 14,7″ W | C         | 36226   | 48–50 Market Street (halblinks am Ende der Straße) |
| Garrel Mill House          | Wohngebäude                | 55° 58′ 50,9″ N, 4° 3′ 10,5″ W | B         | 36228   | Garrel Mill House                                  |
| Garrel Mill                | Wohngebäude                | 55° 58′ 50,4″ N, 4° 3′ 9,9″ W  | B         | 36229   |                                                    |
| Colzium House              | Herrenhaus                 | 55° 59′ 2,4″ N, 4° 2′ 19,5″ W  | B         | 36230   | Colzium House                                      |
| 55–63 Main Street          | Wohn- und Geschäftsgebäude | 55° 58′ 37″ N, 4° 3′ 24,3″ W   | B         | 36231   |                                                    |
| 36–42 Main Street          | Wohn- und Geschäftsgebäude | 55° 58′ 35,5″ N, 4° 3′ 21,8″ W | B         | 36232   | 36–42 Main Street                                  |
| Brownville                 | Villa                      | 55° 58′ 40,4″ N, 4° 4′ 7,9″ W  | B         | 36233   |                                                    |
| St Patrick’s Church        | Kirche                     | 55° 58′ 31″ N, 4° 3′ 11,7″ W   | A         | 36234   |                                                    |
| Craigmarloch Stables       | Stallung                   | 55° 58′ 26,7″ N, 4° 1′ 31,1″ W | B         | 50227   | Craigmarloch Stables                               |

- Karte mit allen Koordinaten:
- OSM |
- WikiMap